# Когда пришли солдаты (книга)
Когда пришли солдаты: изнасилование немецких женщин в конце Второй мировой войны (нем. Als die Soldaten kamen: Die Vergewaltigung deutscher Frauen am Ende des Zweiten Weltkriegs) — научная работа немецкой журналистки и историка Мириам Гебхардт, в которой обсуждаются изнасилования западными союзниками немецких девушек и детей.
На русский язык перевод был выполнен М. А. Елизарьевой в 2018 году.

## Исторические предпосылки
На написание книги повлияли документы (с германской стороны) и рассказы очевидцев о насилии американских и прочих западных союзников в отношении мирного населения Германии. Среди прочего, Гебхардт призывает более интенсивно бороться с ложной информацией по этому поводу.

## Оценки и критика
То, что в книге рассматриваются мародёрство и насилие западных союзников в отношении немецкого населения, вызвало спорную дискуссию.
Положительно о книге отозвались такие немецкие журналисты, как Юлиан Рорер, Кристоф Нейманн и др. Немецкий историк Клаус-Дитмар Хенке подверг критике исключительно художественный жанр книги, подчеркнув, что она «не воспринимается как документальная работа». Дэвид Чартер в газете «Таймс» дал книге нейтральную оценку, отметив, что число подвергшихся насилию немцев, приводимое Гебхардт, гораздо выше, чем представленное профессором Дж. Робертом Лилли в его книге «Taken by Force» (2003).

## Продолжение
В 2019 году вышло продолжение под названием «Мы, дети насилия. Как женщины и семьи до сих пор страдают от последствий массовых изнасилований в конце войны» (нем. Wir Kinder der Gewalt. Wie Frauen und Familien bis heute unter den Folgen der Massenvergewaltigungen bei Kriegsende leiden); в книге рассказывается о взрослении немецких детей, рожденных после массовых изнасилований.
По данным немецкого издательства Deutsche Verlags-Anstalt (DVA) весь тираж за 2019 год полностью распродан.